# Sicurezza energetica
Con il termine sicurezza energetica si intende la disponibilità di rifornimenti energetici affidabili a prezzi ragionevoli. Il termine nasce dal riconoscimento del fatto che l'accesso a grandi quantitativi di energia, sotto forma di materie prime energetiche e di tecnologia necessaria alla produzione, sono un requisito fondamentale per il normale funzionamento delle società industrializzate. In caso di interruzione delle forniture di energia sarebbe infatti impossibile il regolare funzionamento delle infrastrutture fondamentali di comunicazione, produzione e trasporto. La questione della sicurezza energetica è particolarmente importante per i Paesi che importano grandi quantitativi di materie prime energetiche (petrolio, gas naturale, carbone) e che quindi devono fare affidamento sui commerci internazionali per soddisfare la domanda energetica dei propri cittadini.

## La definizione
La sicurezza energetica si compone di due aspetti distinti, ma tra loro strettamente collegati: da un lato, l'affidabilità di rifornimenti energetici; dall'altro, la ragionevolezza dei prezzi.
L'affidabilità dei rifornimenti (reliability) fa riferimento al fatto che i flussi energetici e le attività di produzione dell'energia siano stabili nel tempo. Per le reti, come quella elettrica o quella di trasporto del gas naturale, si fa riferimento al termine di resilienza per indicare la capacità di resistere agli shock. L'affidabilità dei rifornimenti è un aspetto relativo in primo luogo alla disponibilità fisica dell'energia per gli utenti finali ed è particolarmente rilevante nel caso in cui in Paese importi una percentuale molto alta del proprio fabbisogno energetico.
La ragionevolezza dei prezzi (affordability) è un aspetto più sfumato ma cruciale, legato al fatto che l'energia è commerciata sui mercati nazionali e internazionali come ogni altro bene. In particolare, è rilevante per la sicurezza energetica di un Paese, soprattutto quando è un grande importatore, che i prezzi delle materie prime energetiche non varino in modo eccessivo o imprevedibile (stabilità). Se infatti una materia prima energetica è fisicamente disponibile ma a un prezzo che improvvisamente eccede la capacità di acquisto del potenziale compratore, l'effetto è assimilabile a una scarsità fisica.

## I rischi per la sicurezza energetica
È possibile individuare due tipi di rischio, a seconda che interessino principalmente l'affidabilità dei rifornimenti o la ragionevolezza (o stabilità) dei prezzi.
I rischi relativi all'affidabilità dei rifornimenti sono innanzitutto rischi tecnici. Le infrastrutture sono soggette a guasti accidentali e a danneggiamenti a causa di calamità naturali (terremoti, alluvioni, fattori climatici) che possono rendere più difficile o interrompere del tutto l'accesso all'energia da parte dei consumatori finali, come nel caso di grandi black-out.
I rischio relativi all'affidabilità dei rifornimenti sono anche collegati ad attività volontarie. Le infrastrutture energetiche possono infatti essere oggetto di attività criminali con finalità economiche (pirateria) o terroristiche. Inoltre, è possibile che i flussi energetici siano interrotti per una decisione deliberata delle autorità politiche di un Paese produttore o di un Paese di transito.
I rischi relativi alla stabilità dei prezzi sono in primo luogo dovuti al fatto che i consumi energetici sono difficilmente modificabili nel breve periodo e di conseguenza la domanda energetica è piuttosto rigida. Questo significa che anche in presenza di importanti aumenti di prezzo, il consumatore finale non può ridurre i propri consumi più di tanto ed è costretto a pagare un prezzo anche molto elevato rispetto al passato recente, perché l'alternativa sarebbe quella di non avere accesso all'energia. Questa situazione fa sì che in caso di aumento repentino e imprevisto dei prezzi dell'energia, il costo più alto si traduce in una perdita di competitività per le attività produttive e in un peggioramento della bilancia commerciale. Se l'aumento dei prezzi è significativo e prolungato, si possono registrare crisi economiche anche gravi, con rischi per la stabilità politica dei Paesi più colpiti.
La variazione dei prezzi delle materie prime energetiche dipende da molti fattori. Nel breve periodo, le attività di scambio di prodotti finanziari legati all'energia possono influenzare le quotazioni, soprattutto del petrolio.
In un'ottica di più lungo periodo, a influenzare i prezzi è soprattutto l'equilibrio da domanda e offerta. In particolare, quando la domanda cresce più dell'offerta (perché un Paese cresce molto più delle previsioni) o quando l'offerta si contrae mentre la domanda resta invariata o addirittura cresce, i prezzi tendono a salire. Quando questi processi sono rapidi, gli scompensi che ne derivano possono essere forti e i prezzi di una materia prima energetica possono salire molto rapidamente.
Un altro elemento di rischio per la stabilità e la ragionevolezza dei prezzi dell'energia è il ruolo centrale rivestito dal prezzo del petrolio. A causa di convenzioni commerciali, i prezzi di molte materie prime energetiche sono direttamente influenzati dal prezzo del petrolio, anche quando i loro mercati finali sono diversi e la sostituibilità dei due beni è molto bassa. Questa situazione fa sì che gli sbalzi nel prezzo del petrolio si trasmettano anche ad altre materie prime, amplificando i propri effetti destabilizzatori.
Un ulteriore elemento di rischio per la ragionevolezza e la stabilità dei prezzi è la natura ciclica degli investimenti energetici, dovuta allo sfalsamento temporale tra la decisione di investimento e i suoi effetti in termini di nuova capacità produttiva. Nel momento in cui i prezzi di una materia prima energetica sono bassi, cessano gli incentivi per gli operatori economici a investire in nuova capacità di produzione. Quando i prezzi iniziano a salire, generalmente per un evento imprevedibile, anche se gli operatori decidono di investire, devono passare mesi o anni prima che la nuova capacità produttiva arrivi sui mercati. Nel frattempo, i disequilibri devono essere affrontati con capacità di produzione inutilizzata (spare capacity); tuttavia, non sempre la capacità inutilizzata è sufficiente a far fronte alla nuova domanda.

## La tutela della sicurezza energetica
La sicurezza energetica è annoverata tra i beni comuni e la sua tutela è una delle attività delle autorità pubbliche. A seconda del tipo di società e del modello economico adottato, le autorità pubbliche controllano direttamente le organizzazioni preposte alla produzione di energia oppure demandano al mercato questa attività, riservandosi il compito di definire e applicare le regole. Indipendentemente da questo, è possibile individuare tre diverse dimensioni dell'azione di tutela della sicurezza energetica. Sebbene ogni singola misura possa interessare più di una dimensione, generalmente è possibile individuarne una prevalente.
La prima dimensione di tutela della sicurezza energetica è quella tecnica, ossia relativa alle misure necessarie a garantire il funzionamento delle infrastrutture e la loro resilienza. Le misure tecniche sono relative agli standard tecnici, ai requisiti operativi, alla diversificazione degli impianti e delle tecnologie. Rientrano nella dimensione tecnica anche tutte le attività relative alla sicurezza degli impianti e alla loro difesa militare da possibili sabotaggi o azioni ostili.
La seconda dimensione della tutela della sicurezza energetica è quella economica ed è basata su una considerazione di fondo: la sicurezza ha un costo. Ogni misura volta ad aumentare la sicurezza energetica richiede l'impiego di risorse, che necessariamente devono essere sottratte ad altri impieghi. Inoltre, non è possibile avere un grado di sicurezza assoluto, esiste sempre un certo livello di rischio ineliminabile: le autorità pubbliche devono decidere qual sia il punto di equilibrio accettabile tra un certo livello di rischio e un certo livello di costi.
La terza dimensione della tutela della sicurezza energetica è quella politica. Ogni scelta di sicurezza energetica è intrecciata con scelte di politica sociale (quanto aiutare i consumi dei più poveri?), di politica ambientale (quanto proteggere l'ambiente?) e soprattutto di politica estera. Per i Paesi importatori, la cooperazione coi Paesi produttori è indispensabile per accedere alle materie prime energetiche di cui non dispongono internamente. Di conseguenza, esiste un'interazione tra le scelte di sicurezza energetica e le scelte di politica estera, soprattutto quando coinvolgono direttamente anche i Paesi fornitori. Inoltre, poiché l'ubicazione delle riserve di materie prime energetiche è un dato geografico mentre le scelte delle autorità pubbliche sono guidate da valutazioni e strategie politiche, esiste un nesso importante tra la sicurezza energetica e la geopolitica.